# Кілдемаа
Кі́лдемаа (ест. Kildemaa küla) — село в Естонії, у волості Торі повіту Пярнумаа.

## Населення
Чисельність населення на 31 грудня 2011 року становила 46 осіб.

## Географія
Село розташоване за 3 км на південний схід від села Таалі, через яке проходить автошлях 59 (Пярну — Торі).